# Ponte Allenby
Il ponte Allenby (in ebraico גשר אלנבי‎?, Gesher Allenby; in inglese Allenby Bridge), denominato ufficialmente in Giordania come ponte Re Husayn (in arabo جسر الملك حسين‎?, Jisr al-Malek Hussein; in inglese King Hussein Bridge) e noto più semplicemente come ponte di Al-Karameh o Al-Jisr, è un ponte che attraversa il fiume Giordano tra le città di Gerico, in Palestina, e Karame, in Giordania, e funge da valico di frontiera tra Israele e Giordania; il ponte è inoltre l'unico collegamento tra i territori palestinesi della Cisgiordania e la Giordania. È amministrato in parte dall'Autorità aeroportuale israeliana del Ministero dei trasporti e della sicurezza stradale e in parte dalla Direzione della pubblica sicurezza del Ministero dell'interno giordano.
Un primo ponte fu costruito dagli ottomani nel 1885 mentre il moderno ponte fu realizzato nel 1918 su iniziativa del generale britannico Edmund Allenby. Fu distrutto una prima volta dal terremoto del 1927, una seconda volta dal Palmach nell'ambito della Notte dei ponti del 1946 ed una terza volta nel 1967 nell'ambito della guerra dei sei giorni.

## Storia
Un primo ponte sul Giordano nei pressi di Gerico fu realizzato dagli ottomani nel 1885 e fu ricostruito dopo un'alluvione nel 1896-1897.

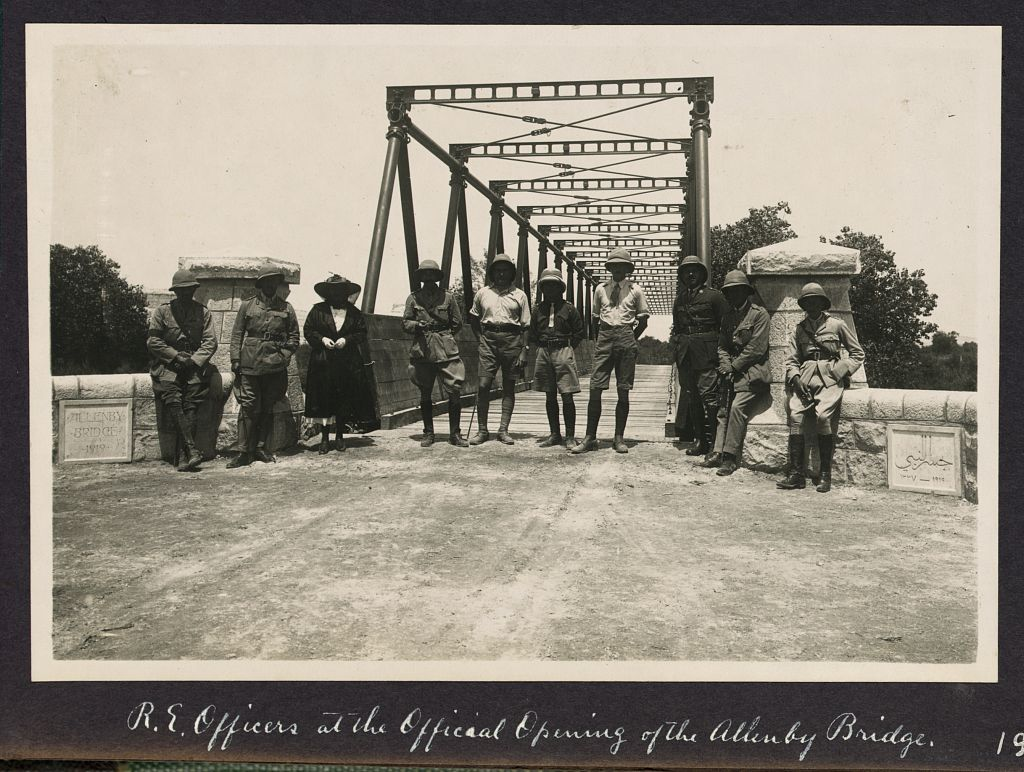
L'inaugurazione del ponte britannico nel 1918.

Nell'ambito della prima guerra mondiale il ponte fu distrutto dagli ottomani e quindi il generale britannico Edmund Allenby dispose nel 1918 la realizzazione di un nuovo ponte per collegare le due rive del fiume nell'ambito dell'invasione britannica del Sinai e della Palestina.

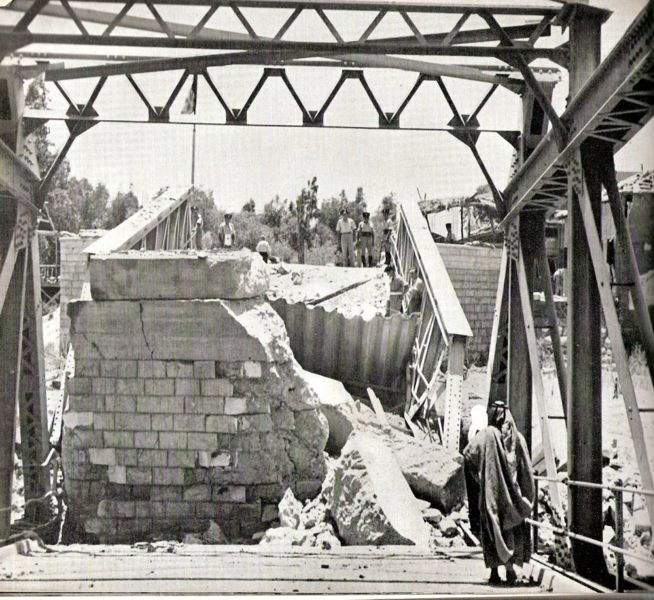
Il ponte distrutto dal Palmach nel 1946.

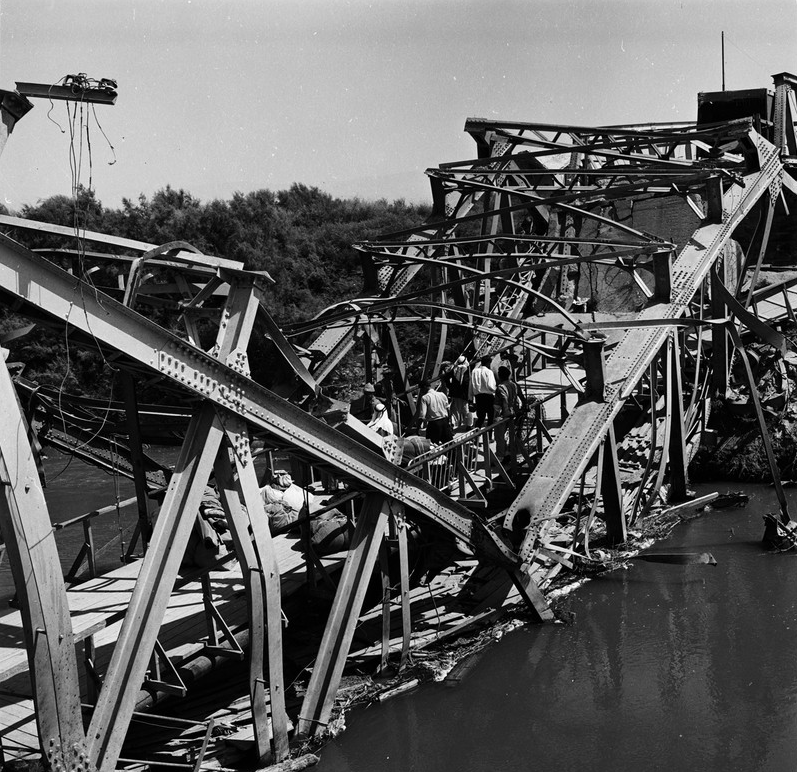
Il ponte distrutto nel 1967 durante la guerra dei sei giorni.

Dopo esser stato distrutto una prima volta dal terremoto del 1927, che ebbe epicentro a Gerico, fu nuovamente distrutto nel 1946 durante la Notte dei ponti dal Palmach, venendo rimpiazzato da un ponte Bailey che rimase attivo fino al suo bombardamento da parte di Israele nel 1967 durante la guerra dei sei giorni. Il ponte fu riscostruito al termine del conflitto e nel 1994, in seguito al trattato di pace israelo-giordano e agli accordi di Oslo, l'Autorità aeroportuale israeliana ha assunto la gestione della porzione israeliana del ponte.
Nel 2001 è iniziata la realizzazione di un nuovo ponte in calcestruzzo armato precompresso con quattro carreggiate, terminato nel 2008.